# Bagaladi

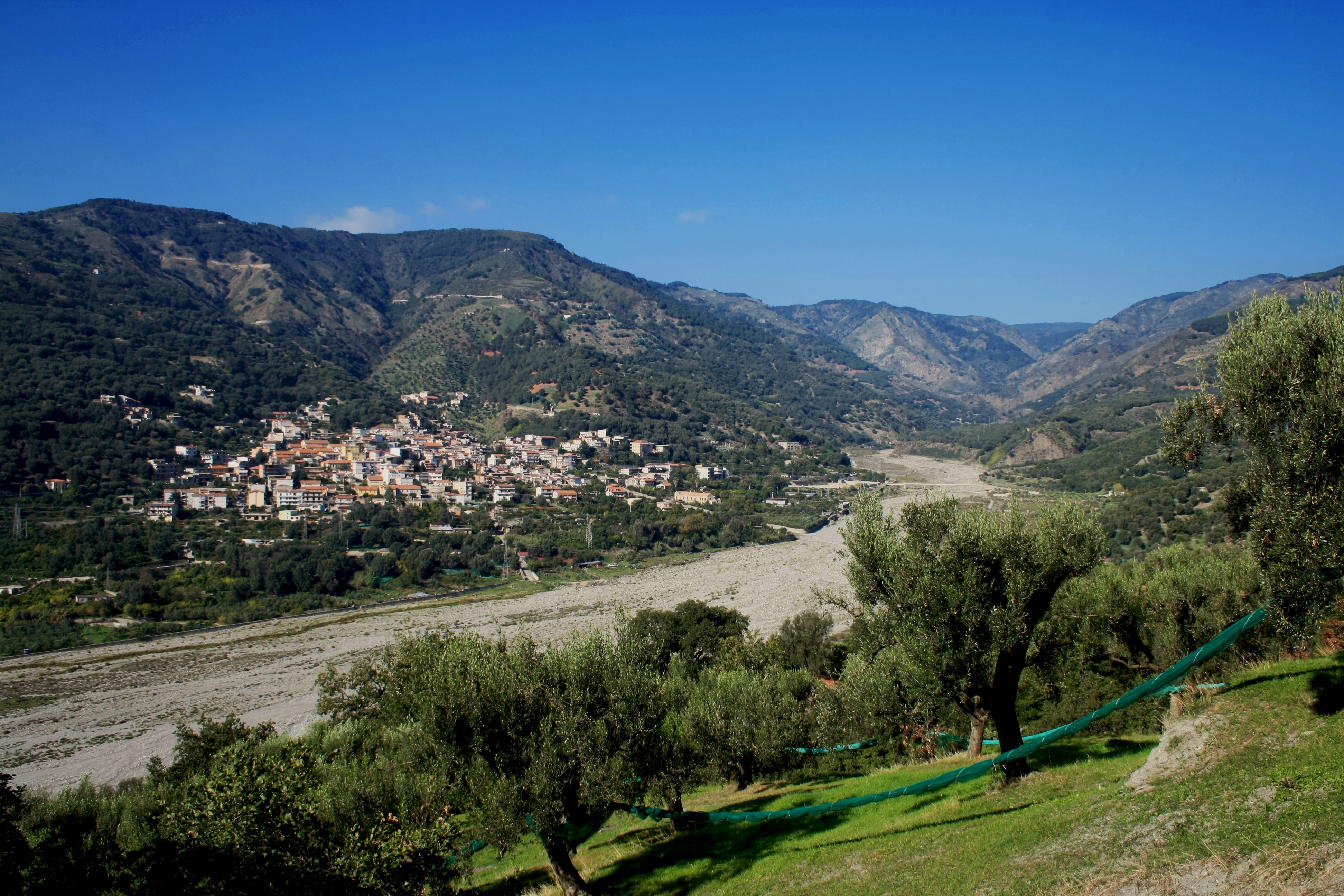
Vista del centro abitato di Bagaladi e della fiumara di Melito

Bagaladi (Vagalàdes in greco-calabro) è un comune italiano di 926 abitanti della città metropolitana di Reggio Calabria in Calabria. Il comune fa parte dell'area Grecanica ed è una delle porte di accesso al Parco nazionale dell'Aspromonte. Situato lungo la strada per raggiungere l'Aspromonte, si inserisce in un ambiente caratterizzato dalla numerosa presenza di uliveti e dalle acque minerali. Il territorio presenta uno sviluppo altimetrico dai 390 s.l.m. (Ielasi) ai 633 s.l.m. (Pantanizzi). Comprende i nuclei abitati di Ielasi, Embrisi e Gornelle.

## Origini del nome
"Bagaladi" significa la terra della famiglia Bagalà. Bagalà proviene dall'arabo “Baha’ Allah" ("La Bellezza che viene da Dio") e potrebbe indicare che il capostipite dei Bagalà era saraceno.

## Storia
Le origini dell'abitato sono state ipotizzate come legate alle invasioni saracene. La forma ortografica attuale deriva dalle forme più antiche (seicento) Badaladi  che sono formate sul nome della famiglia Bagalà e il suffisso -adi (suffisso della lingua greca calabrese aggiunto alla fine dei toponimi per indicare che sono possesso di una famiglia). "Bagaladi" significa la terra della famiglia Bagalà. Bagalà proviene dall'arabo Baha’ Allah ("La Bellezza che viene da Dio") e potrebbe indicare che il capostipite dei Bagalà era saraceno. La nascita di Bagaladi è pure legata all'insediamento di monaci basiliani, i cui monasteri anche in altri casi diedero origini a successivi centri abitati; nella valle del Tuccio, infatti, le fonti storiche testimoniano la presenza di diversi monasteri, eretti tra il IX ed il X secolo (San Michele, San Teodoro, San Fantino). Durante i primi anni del Novecento Bagaladi era diventato un grande centro dell'Aspromonte e crebbe non solo dal punto di vista economico, ma anche dal punto di vista demografico. Successivamente, soprattutto dopo le guerre, si verificò una forte emigrazione dei bagaladesi verso Reggio Calabria, il Nord dell'Italia e anche verso l'estero (Francia, Germania e Nord America soprattutto). Questo flusso migratorio continua ancora oggi, interessando tutte le fasce della società. Così oggi Bagaladi può contare su suoi discendenti in molti Stati di diversi continenti, che continuano a portare il loro paese d'origine sempre nel loro cuore.

### Simboli
Nello stemma è rappresentato un ramo di ulivo su fondo azzurro, a simboleggiare la principale produzione agricola locale. Il gonfalone è un drappo di azzurro.

## Monumenti e luoghi d'interesse
Sono da visitare :
- la chiesa della Santissima Annunziata, che conserva: la croce bizantina del X secolo, il gruppo marmoreo dell'Annunciazione, opera di Antonello Gagini. Sarebbe stata fondata prima del XVI secolo da un prete greco della famiglia Verduci di San Lorenzo.
- i cenobi basiliani della Valle del Tuccio
- i famosi mulini ad acqua, frantoi e diverse case coloniche.
- U Mulineddu ( vecchio mulino in disuso ) risalente al XIX secolo

## Società

### Evoluzione demografica
Abitanti censiti

### Etnie e minoranze straniere
Secondo i dati ISTAT al 31 dicembre 2009 la popolazione straniera residente era di 36 persone. Le nazionalità maggiormente rappresentate in base alla loro percentuale sul totale della popolazione residente erano:
- Romania 23 2,03%

## Cultura

### Istruzione
A seguito della delibera della Giunta Regionale della Calabria n. 1 del 4 gennaio 2024 relativa all’approvazione del Piano di razionalizzazione della rete scolastica e di programmazione dell’offerta formativa per l'anno scolastico 2024/2025, la nuova razionalizzazione della rete scolastica del comune di Bagaladi, con decorrenza 1 settembre 2024, è così di seguito costituita:
- Istituto Comprensivo “Corrado Alvaro - Pasquale Megali (scuola dell'infanzia, scuola primaria e scuola secondaria di primo grado), con sede amministrativa nel comune di Melito di Porto Salvo, costituito dalle scuole dell’infanzia e del primo ciclo di istruzione dei comuni di Melito di Porto Salvo, Roghudi, Bagaladi e San Lorenzo.

### Eventi
- Festa del Gonfalone (seconda domenica di agosto)
- Gara automobilistica Ponte Ielasi-Bagaladi
- Festa di Maria Santissima del Monte Carmelo (seconda domenica di agosto)
- Festa di San Teodoro Martire (9 novembre)
- Presepe vivente (27 dicembre e 6 gennaio)

## Infrastrutture e trasporti
Il comune è interessato dalla Strada Provinciale 3.

## Amministrazione
| Periodo        | Periodo         | Primo cittadino                                | Partito                            | Carica                  | Note                 |
| -------------- | --------------- | ---------------------------------------------- | ---------------------------------- | ----------------------- | -------------------- |
| 11 agosto 1988 | 2 febbraio 1991 | Carmelo Anghelone                              | Partito Comunista Italiano         | Sindaco                 | [ 5 ]                |
| 9 marzo 1991   | 7 giugno 1993   | Santo Monorchio                                | Partito Democratico della Sinistra | Sindaco                 | [ 6 ]                |
| 7 giugno 1993  | 28 aprile 1997  | Santo Monorchio                                | Partito Democratico della Sinistra | Sindaco                 | [ 7 ]                |
| 28 aprile 1997 | 14 maggio 2001  | Santo Monorchio                                | Lista civica di centro-sinistra    | Sindaco                 | [ 8 ]                |
| 14 maggio 2001 | 30 maggio 2006  | Angelo Curatola                                | Lista civica                       | Sindaco                 | [ 9 ]                |
| 30 maggio 2006 | 4 maggio 2009   | Angelo Curatola                                | Lista civica                       | Sindaco                 | [ 11 ] [ 12 ]        |
| 4 maggio 2009  | 30 marzo 2010   | Annunziato Vittorio Toscano                    | Lista civica                       | Vicesindaco             | [ 13 ]               |
| 30 marzo 2010  | 10 aprile 2012  | Federico Pasquale Curatola                     | Lista civica                       | Sindaco                 | [ 15 ] [ 16 ]        |
| 10 aprile 2012 | 26 maggio 2014  | Isabella Alberti Leonardo Guerrieri Vito Laino |                                    | Commissari straordinari | [ 17 ] [ 18 ] [ 19 ] |
| 26 maggio 2014 | 27 maggio 2019  | Santo Monorchio                                | Lista civica                       | Sindaco                 | [ 21 ]               |
| 27 maggio 2019 | in carica       | Santo Monorchio                                | Lista civica                       | Sindaco                 | [ 22 ]               |